# بول فاغنر (لاعب كرة قاعدة)
بول فاغنر (بالإنجليزية: Bull Wagner)‏ هو لاعب كرة قاعدة أمريكي، ولد في 25 ديسمبر 1887 في بلدة ليلي في الولايات المتحدة، وتوفي في 2 أكتوبر 1967 في مسكيغون في الولايات المتحدة.

## وصلات خارجية
- بول فاغنر على موقعبيزبول رفرنس.كوم (الدوري الرئيسي) (الإنجليزية)
- بول فاغنر على موقعبيزبول رفرنس.كوم (الدوري الثانوي) (الإنجليزية)